# Forsyth (Missouri)
Forsyth is een plaats (city) in de Amerikaanse staat Missouri die bestuurlijk gezien onder Taney County valt.

## Demografie
Bij de volkstelling in 2000 werd het aantal inwoners vastgesteld op 1686.
In 2006 is het aantal inwoners door het United States Census Bureau geschat op 1701, een stijging van 15 (0,9%).

## Geografie
Volgens het United States Census Bureau beslaat de plaats een oppervlakte van
5,3 km², geheel bestaande uit land. Forsyth ligt op ongeveer 317 m boven zeeniveau.

## Plaatsen in de nabije omgeving
De onderstaande figuur toont nabijgelegen plaatsen in een straal van 12 km rond Forsyth.